# Euthycera leclercqi
Euthycera leclercqi är en tvåvingeart som beskrevs av Vala och Reidenbach 1982. Euthycera leclercqi ingår i släktet Euthycera och familjen kärrflugor.
Artens utbredningsområde är Frankrike. Inga underarter finns listade i Catalogue of Life.